# 반동 제어 시스템

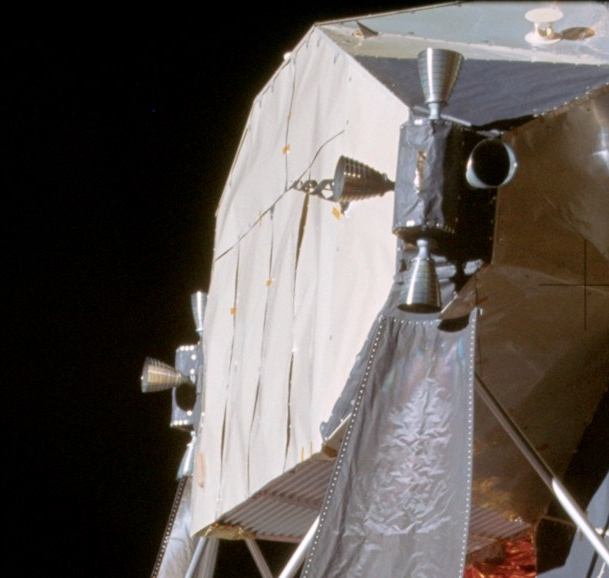
아폴로 달 탐사선에서의 4개의 분사구를 지닌 RCS

반동 제어 시스템(reaction control system, RCS)은 우주선의 일부분으로 자세 제어 및 조종에 사용된다. RCS는 임의의 방향으로 작은 추력을 제공하도록 구성된다. 또한 RCS를 이용하여 회전 제어에 필요한 돌림힘을 얻을 수 있다. 이에 반해 우주선의 주 엔진은 한 방향으로의 매우 강한 추력을 제공한다.
반응 제어 시스템은 다음 경우에 사용된다.
- 재진입시의 자세 제어
- 궤도 상에서의 위치 유지(Station keeping)
- 도킹 과정에서의 인접 기동
- 우주선의 방향 설정
- 궤도 이탈의 대체 수단

우주왕복선에는 많은 수의 분사구가 존재하며, 이는 궤도상에서의 랑데부를 위해서이다. 단, 우주왕복선의 아랫면에는 분사구가 없는데, 이는 열 보호판이 밀집되어 있어야 하기 때문이다.